# Liste de rues d'Athènes

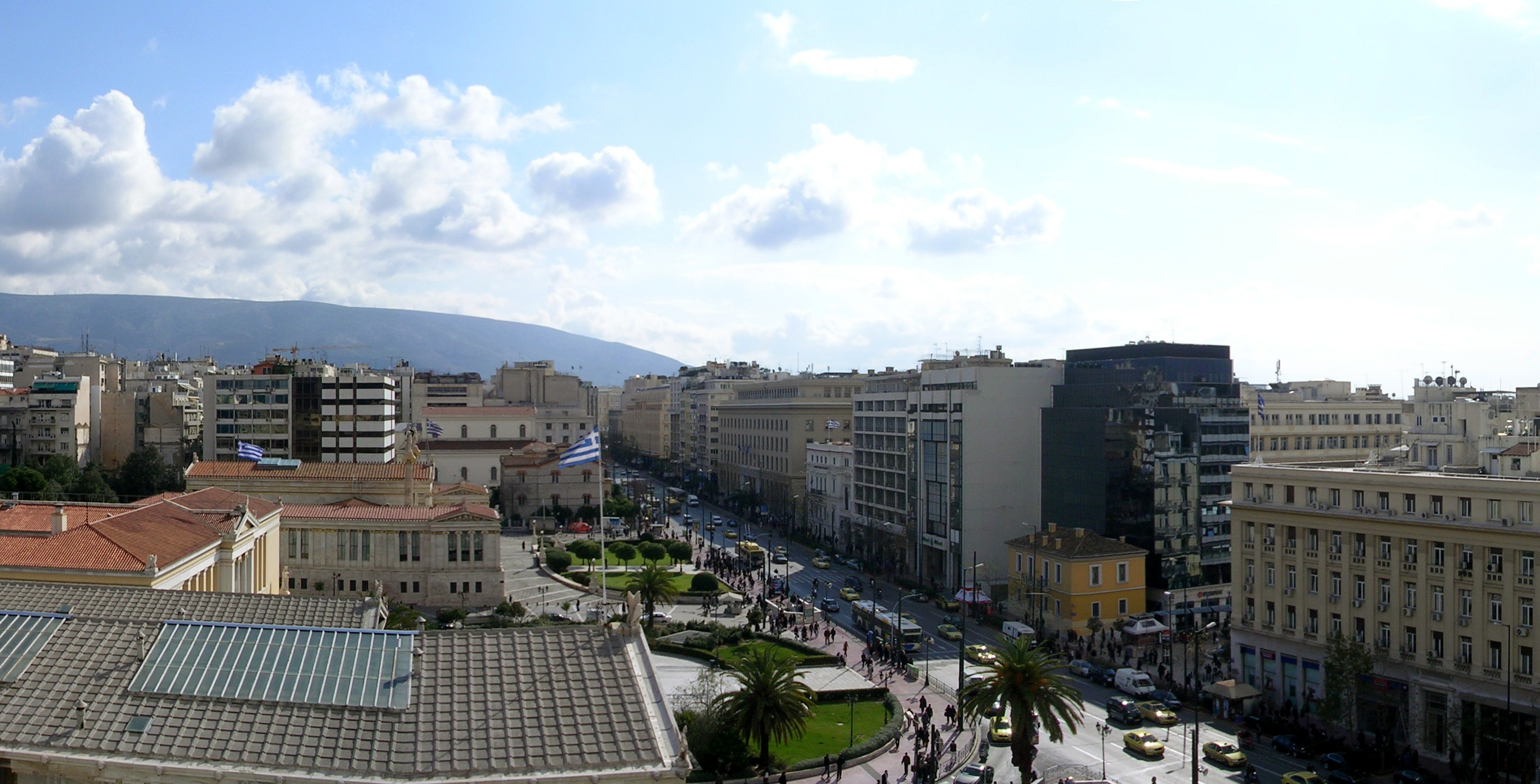
La rue Panepistimíou orientée vers place Sýntagma. Sur la gauche, les Propylées et le bâtiment principal de l'Académie d'Athènes.

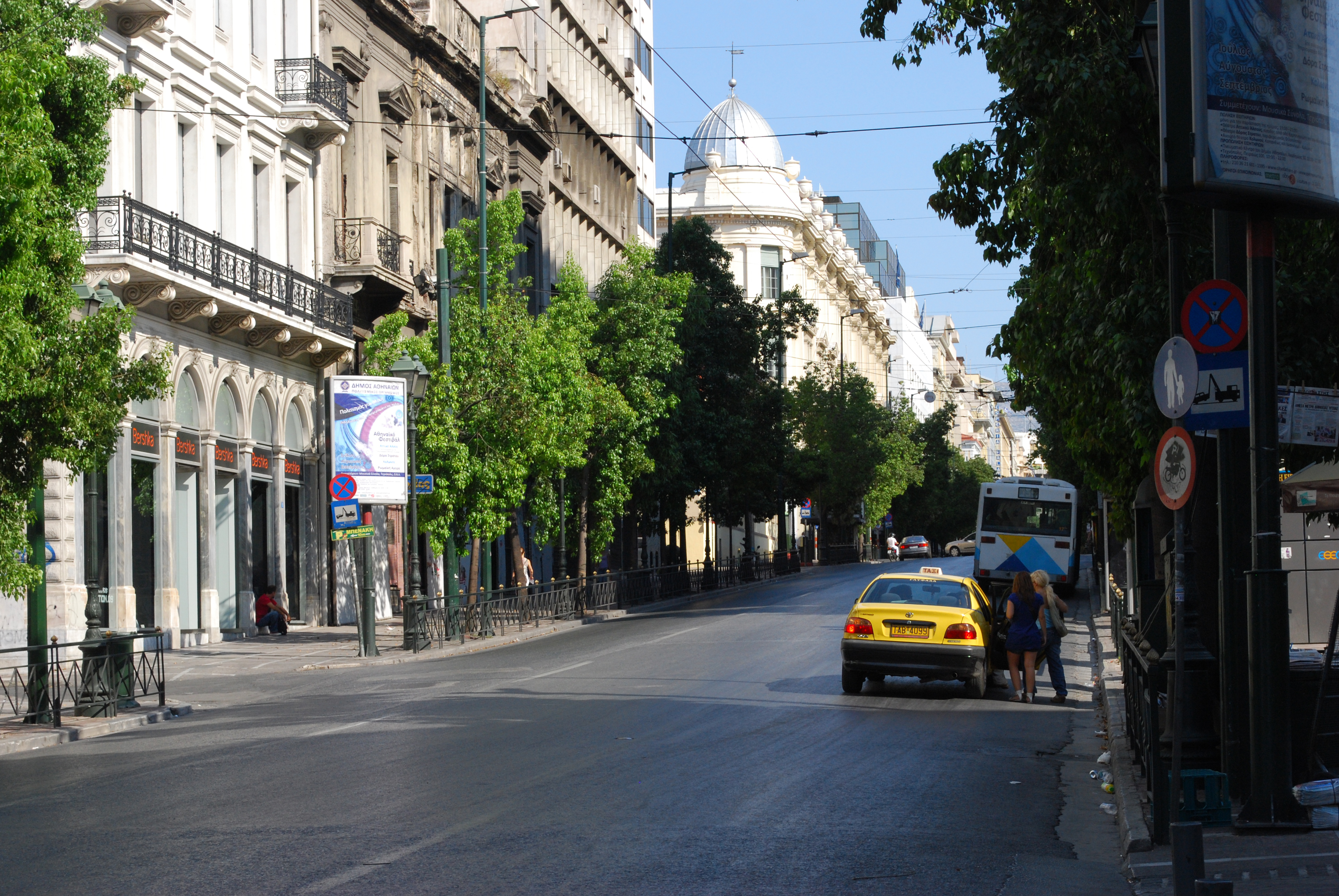
Rue Stadíou

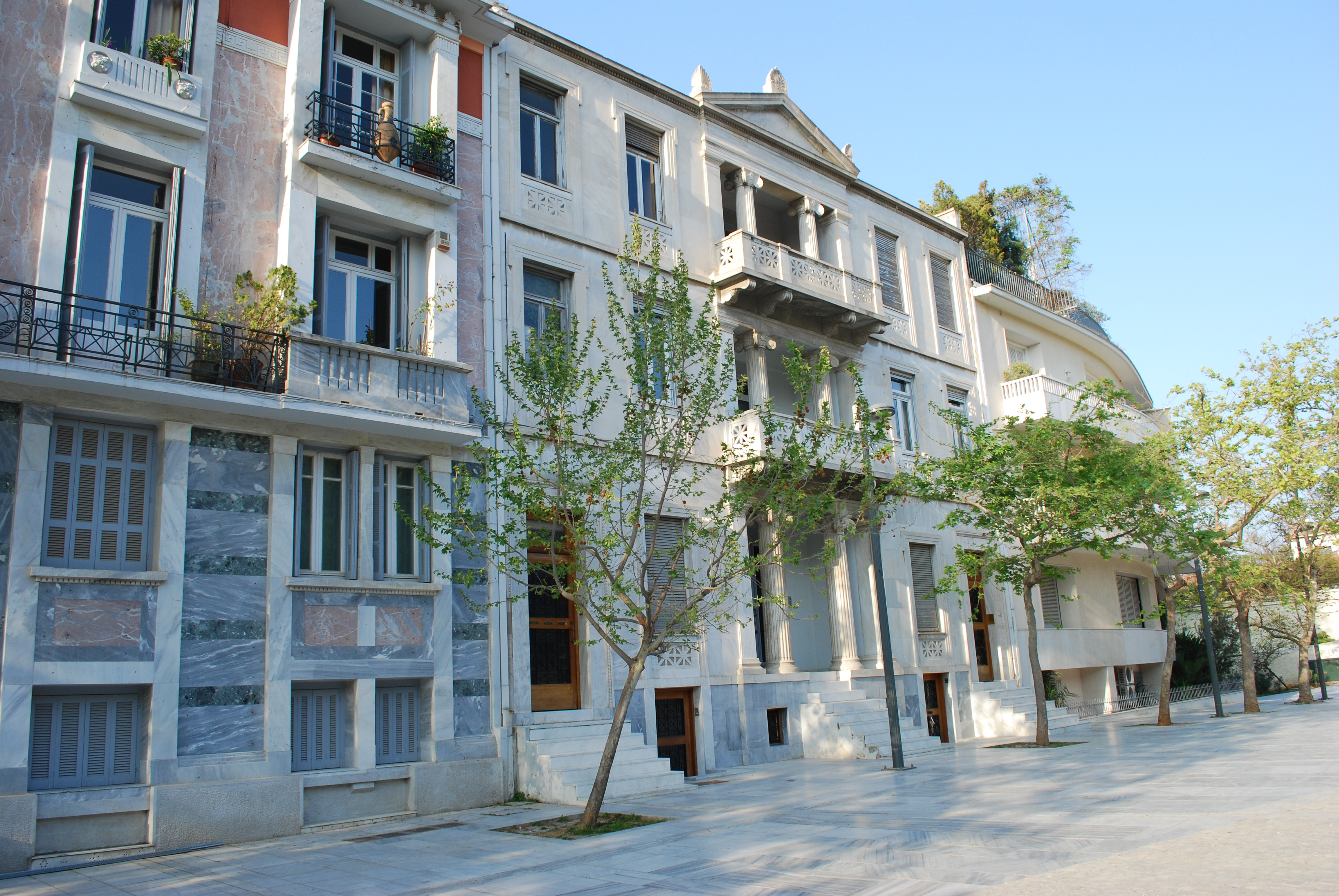

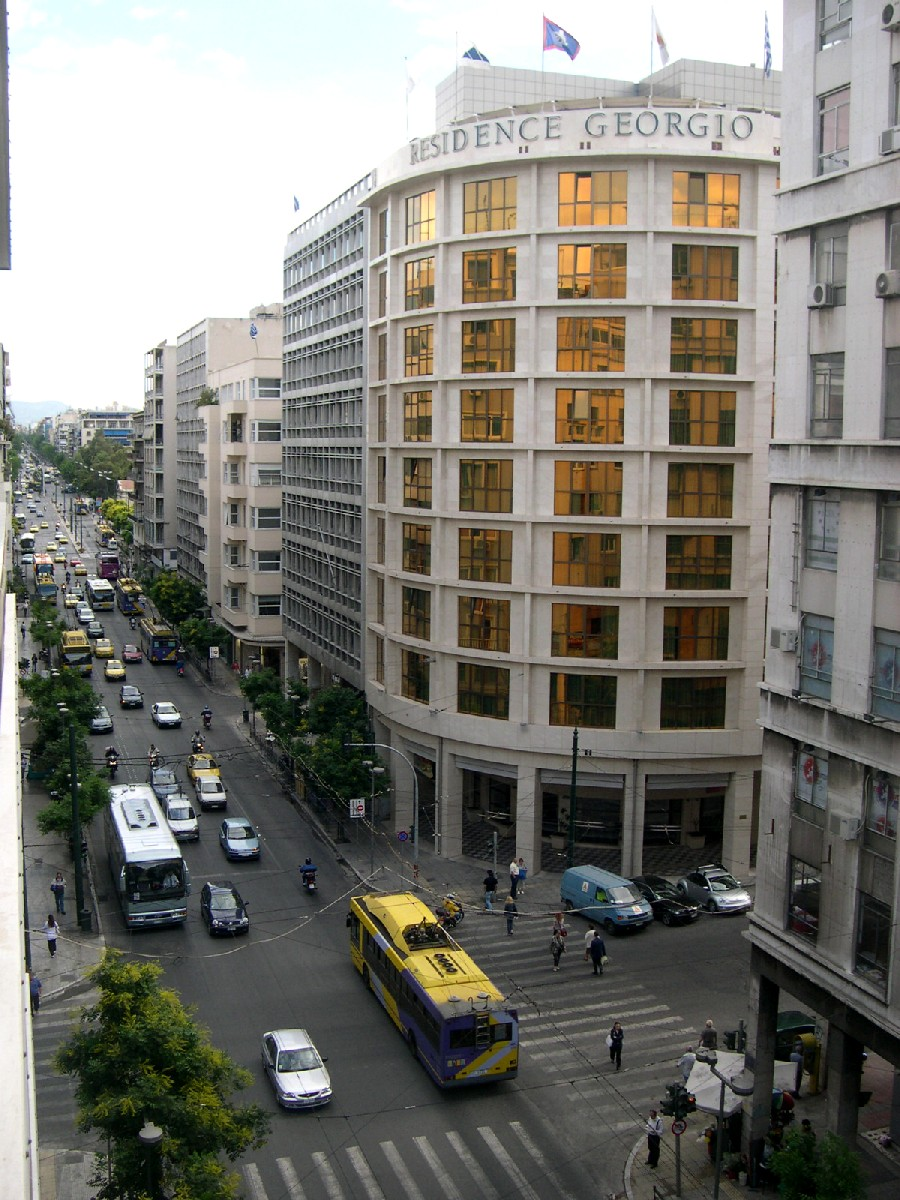
Rue Patissíon

Cet article est une liste des rues notables à Athènes, en Grèce:
- Rue 3 Septemvriou
- Rue Adrianou
- Rue Agiis Eirinis
- Rue Agiou Konstantinou
- Rue Aiólou
- Rue de l'Académie
- Avenue Alexándras
- Rue Antigonis
- Rue Aristeidou — nommée selon Aristide le Juste
- Rue Athanasiou Diakou
- Rue Athinás
- Avenue Athinón (en)
- Rue Benaki
- Rue Dionysíou Areopagítou (en) — nommée selon Denys l'Aréopagite
- Rue Dragatsanou
- Rue Efpolidos
- Rue Ermoú
- Rue Evrypidou
- Rue Filopoimenos
- Rue Heródou Attikoú — nommée selon Hérode Atticus
- Rue Iera Odos
- Rue Ioanninon
- Avenue Kifissías
- Rue Kolokotroni
- Avenue Konstantinoupóleos (en)
- Rue Lada
- Rue Lampsakou
- Rue Larissis
- Rue Lenorman
- Rue Eduardo Lo
- Rue Lykourgou
- Rue Marni
- Rue Menandrou — nommée selon Ménandre
- Avenue Mesogíon
- Rue Miltiados — nommée selon Miltiade le Jeune
- Rue Mitropoleos
- Rue Omirou
- Rue Palamidou
- Rue Pandrosou — nommée selon Pandrose
- Rue Panepistimíou
- Rue Paparrigopoulou — nommée selon Konstantínos Paparrigópoulos
- Rue Pelopida
- Rue Pireós
- Rue Pesmetzoglou
- Rue Petrou Ralli
- Rue Rizari
- Rue Santaroza
- Rue Sepolion
- Rue Sofokléous — emplacement de l'ancienne Bourse d'Athènes
- Rue Stadíou
- Rue Stavrou
- Avenue Andréa Syngroú
- Avenue Vasiléos Konstantínou (en)
- Avenue Vasilíssis Amalías — nommée selon Amélie d’Oldenbourg
- Avenue Vasilíssis Sofías
- Rue Vasileos Pavlou
- Rue Voreou
- Rue Voukourestíou
- Rue Vouliagmenis
- Rue Vyssis
- Rue Ymittou